# Eutropis allapallensis
Eutropis allapallensis (мабуя Шмідта) — вид сцинкоподібних ящірок родини сцинкових (Scincidae). Ендемік Індії.

## Поширення і екологія
Мабуї Шмідта широко поширені в Центральній і Південній Індії. Вони живуть в сухих і вологих листяних і чагарникових лісах, трапляються поблизу людських поселень та на полях. Зустрічаються на висоті від 100 до 1000 м над рівнем моря.